# Нева (женский футбольный клуб)
«Нева» — российский женский футбольный клуб из города Санкт-Петербурга. Участник Высшего дивизиона по большому футболу 2005 года. Чемпион (2016) и призёр Чемпионата России по пляжному футболу.

## История
Клуб был основан в 1989 году на базе спортивной секции 569-й общеобразовательной школы Невского района г. Ленинграда. В первые годы принимал участие в соревнованиях по футболу и мини-футболу регионального уровня и в детско-юношеских турнирах. На рубеже XX и XXI века команда заявилась в первую лигу России по мини-футболу, где сходу стала победителем. Затем «Нева» в течение двух сезонов участвовала в высшей мини-футбольной лиге, оба раза занимая четвёртое место.
В 2003 году «Нева» дебютировала в Первом дивизионе России по большому футболу, где прошла в финальный турнир и заняла третье место. В едином турнире Первого дивизиона 2004 клуб также финишировал третьим, а в Кубке России 2004 в первом же раунде уступил будущему финалисту «Россиянке» 0:10.
В 2005 году «Нева» выступала в Высшем дивизионе, однако заняла последнее место, проиграв все 20 матчей. В Кубке России в первом раунде команда уступила «Чертаново» 0:1. По окончании сезона 2005 года «Нева» прекратила выступления в большом футболе в соревнованиях высокого уровня. Ряд футболисток перешли в другой петербургский клуб — «Аврора», дебютировавший в 2006 году в Высшем дивизионе, ещё несколько спортсменок вместе с тренером перешли во вновь созданный клуб «Звезда-2005» (Пермь).
В дальнейшем «Нева» стала одним из сильнейших клубов Санкт-Петербурга в пляжном футболе. В 2012—2014 и 2016—2018 клуб участвовал в финальных турнирах Чемпионата России по пляжному футболу. Чемпион России 2016 года, вице-чемпион 2012, 2013, 2014, 2018 годов. В некоторых сезонах носил название «Нева-Сити». Также клуб участвовал в турнирах по мини-футболу, где становился победителем на уровне города и Северо-Западного ФО.
Тренером клуба большую часть его истории был Станислав Харитонов.

## Достижения

### Пляжный футбол
- Чемпион России: 2016
- Серебряный призер Чемпионата России (4): 2012, 2013, 2014, 2018

### Футбол
командные
- 3-е место в Первом дивизионе (2): 2003, 2004
- 8-е место в Высшем дивизионе : 2005
- 1/8 финала Кубка России (2): 2004, 2005

матчевые
Чемпионат России по футболу среди женщин
- самое крупное поражение: 0:11 от «Спартака» (Москва) (12 октября 2005)

## Статистика выступлений (Футбол)
без учёта мячей забитых в сериях послематчевых пенальти
с учётом технических результатов

| Сезон | Чемпионат России | Чемпионат России                 | Чемпионат России | Чемпионат России | Чемпионат России | Чемпионат России | Чемпионат России | Чемпионат России | Чемпионат России | Чемпионат России | Чемпионат России | Кубок    | Источники |
| Сезон | Дивизион         | Этап                             | Место            | И                | В                | Н                | П                | МЗ               | МП               | РМ               | О                | Кубок    | Источники |
| ----- | ---------------- | -------------------------------- | ---------------- | ---------------- | ---------------- | ---------------- | ---------------- | ---------------- | ---------------- | ---------------- | ---------------- | -------- | --------- |
| 2003  | Первый дивизион  | Предварительный этап, зона Запад | 3 из 5           | 8                | 4                | 1                | 3                | 15               | 9                | +6               | 13               | ОТ       | [ 3 ]     |
| 2003  | Первый дивизион  | Финальный этап                   | 3 из 6           | 10               | 5                | 2                | 3                | 17               | 9                | +8               | 17               | ОТ       | [ 3 ]     |
| 2003  | Первый дивизион  | Первый дивизион 2003 (Итог)      | 3 из 6           | ?                | ?                | ?                | ?                | ?                | ?                | ?                | ?                | ОТ       | [ 3 ]     |
| 2004  | Первый дивизион  | —                                | 3 из 7           | 12               | 8                | 0                | 4                | 31               | 15               | +16              | 24               | ⅛ финала | [ 4 ]     |
| 2005  | Высший дивизион  | Предварительный этап             | 8 из 8           | 14               | 0                | 0                | 14               | 10               | 69               | -59              | 0                | ⅛ финала | [ 5 ]     |
| 2005  | Высший дивизион  | Финальный этап                   | 8 из 8           | 6                | 0                | 0                | 6                | 1                | 25               | -24              | 0                | ⅛ финала | [ 5 ]     |
| 2005  | Высший дивизион  | Высший дивизион 2005 (Итог)      | 8 из 8           | 20               | 0                | 0                | 20               | 11               | 94               | -83              | 0                | ⅛ финала | [ 5 ]     |

1. ↑  в Первом дивизионе 2003 между участниками Финального этапа учитывались результаты игр Предварительного этапа, но неизвестны результаты 22-х матчей, поэтому статистика по клубу дана согласно итоговой официальной турнирной таблицы
2. ↑  после сезона 2005 «Нева» должна была выступать в Первом дивизионе 2006, но прекратила выступления в большом футболе

### Кубок России
без учёта мячей забитых в сериях послематчевых пенальти
без учёта технических результатов

| Сезон | Кубок России | Кубок России | Кубок России | Кубок России | Кубок России | Кубок России | Кубок России | Кубок России |
| Сезон | И            | В            | Н            | П            | МЗ           | МП           | РМ           | Итог         |
| ----- | ------------ | ------------ | ------------ | ------------ | ------------ | ------------ | ------------ | ------------ |
| 2003  | 2            | ?            | ?            | ?            | ?            | ?            | ?            | ОТ           |
| 2004  | 1            | 0            | 0            | 1            | 0            | 10           | -10          | ⅛ финала     |
| 2005  | 1            | 0            | 0            | 1            | 0            | 1            | -1           | ⅛ финала     |

1. ↑  в сезоне 2003 неизвестен результат матча «Нева»—«Приалит»